# Carré Frais
 (septembre 2022).
Si vous disposez d'ouvrages ou d'articles de référence ou si vous connaissez des sites web de qualité traitant du thème abordé ici, merci de compléter l'article en donnant les références utiles à sa vérifiabilité et en les liant à la section « Notes et références ».
Carré Frais est une marque commerciale française d'une série de fromages industriels appartenant au groupe Elle & Vire. Ce fromage est fabriqué à l'usine fromagère Bressor, située à Grièges, dans l'Ain, une filiale du groupe agro-industriel Savencia Fromage & Dairy.
Cette marque est la version industrielle de l'appellation fromagère demi-sel au lait cru.

## Description
Ce sont des fromages à base de lait de vache pasteurisé, à pâte fraîche salée, de 15 % de matières grasses, d’un poids moyen de 100 g, qui se présentent sous forme d’un cube de 7 cm de côté.

## Historique
- 1872 : Charles Gervais s’installe en Normandie afin d’y fabriquer des fromages demi-sel de marque Carré Gervais. Quelques années plus tard, face à une demande parisienne croissante, celui-ci déménage alors à Ferrières-en-Bray pour installer un atelier de transformation plus spacieux.
- 1967 : l’entreprise Gervais fusionne avec l’entreprise espagnole Danone qui formeront le groupe Gervais Danone et deviendra en 1973 l’entreprise Danone actuelle.
- 1999 : Bongrain rachète Carré Frais à Danone et perd par conséquent la marque Gervais.
- 2000 : la première fabrication de Carré Frais se fait à Grièges avec un nouvel emballage aluminium pour toute la gamme; la marque renoue avec la croissance après une période difficile.
- 2002 : la gamme s'étoffe d'un fromage à 0 % de matière grasse.
- 2009 : la gamme s'étoffe d'un fromage à 0 % de matière grasse à l'ail et aux fines herbes.
- 2010 : la gamme s'étoffe d'un fromage de lait de vache issu de l'agriculture biologique certifiée.
- 2011 : un nouveau format adapté à un usage culinaire pour le produit 0 % (2 x 75 g).
- 2012 : la gamme s'étoffe d'un fromage à 0 % de matière grasse au poivre et aux baies roses.
- 2017 : nouvelle recette du Carré Frais. Ces fromages sont maintenant commercialisés dans un boitier entièrement de carton et non plus filmé de plastique, la consistance est plus crémeuse, moins légère au palais qu'auparavant.

## Slogan
« L'authentique fromage frais depuis 1872. »

## Gamme
La gamme est aujourd'hui formée de six produits : quatre à 15 % de matière grasse et deux à 0 %, dont deux aromatisés (ail et fines herbes). Elle se décompose donc ainsi :
- Carré Frais Nature (8 x 25 g et 12 x 25 g) ;
- Carré Frais Ail et Fines Herbes (8 x 25g) ;
- Carré Frais Bio (8 x 25 g) ;
- Carré Frais 0 % Nature (8 x 25 g) ;
- Carré Frais 0 % Ail et Fines Herbes (8 x 25 g).